# Anguila del Delta de l'Ebre
L'anguila del Delta de l'Ebre és una anguila que habita a les aigües del delta de l’Ebre i que ja des de l'edat mitjana s'ha capturat per a consum humà i la comercialització. És present en moltes receptes de la cuina de la zona. També era típic conservar-la tot assecant-la, s'anomenava xapadillos. Tècnica que també s'utilitzava per al congre i el verat.
L'anguila presenta un sabor intens i una carn consistent. Les receptes més habituals són l'anguila amb suc o bé amb pèsols. Els xapadillos són anguiles obertes, assecades al sol i condimentades amb sal i pebre, aquesta tècnica que també s'utilitzava per al congre i el verat. Un cop assecades es solen rostir per a l'aperitiu o bé ingredient d'un segon plat amb allioli, samfaina o tomàquet rostit.
A les Terres de l'Ebre s'utilitzen diferents tècniques per pescar-la. Com ara el gànguil que és una art d'arrossegament. O bé l'art de pesca fix la pantena. Es sol comercialitzar fresca principalment a les peixateries de la zona.